# Elisabeth Maxwald
Elisabeth Maxwald (* 21. Juni 1967; † 9. Juli 2013) war eine österreichische Blindensportlerin.

## Leben und sportliche Laufbahn
Maxwald war ab 1983 Mitglied beim VSC ASVÖ-Wien (Versehrtensportclub des Allgemeinen Sportverbandes Österreich-Wien). Sie gewann bei den Winter-Paralympics 1988 in Innsbruck Gold im Riesenslalom, bei den Winter-Paralympics 1998 in Nagano trat sie als Langläuferin an und gewann je einmal Gold, Silber und Bronze. Darüber hinaus wurde sie 1991 Weltmeisterin im Dressurreiten. Auf nationaler Ebene gewann sie Meisterschaften im Schwimmen, in der Leichtathletik sowie im nordischen und alpinen Skisport und stellte mehrere österreichische Rekorde auf.
Elisabeth Maxwald starb nach langer schwerer Krankheit am 9. Juli 2013. Die Grabstätte befindet sich in Vöcklabruck.

## Ehrungen (Auswahl)
(Quelle: Versehrtensportklub ASVÖ-Wien)
- 1991: Ehrennadel in Gold des Allgemeinen Sportverbandes Österreichs-Wien
- 1998: Goldenes Ehrenzeichen für Verdienste um die Republik Österreich
- 1998: Goldenes Sportehrenzeichen des Österreichischen Skiverbandes
- 1998: Ehrenzeichen in Gold des Österreichischen Behindertensportverbandes
- 1998: Behindertensportlerin des Jahres
- 1999+2000: Großer Sportpreis der Stadt Wien
- 2001: Sportehrenzeichen der Stadt Wien
- In Erlaa ist der Elisabeth-Maxwald-Platz nach ihr benannt